# Shelfari
Shelfari fue una red social sobre discusión de libros. Los usuarios de Shelfari creaban bibliotecas virtuales de los títulos que poseían o habían leído, y podían puntuar, revisar, etiquetar y hablar de sus libros. Shelfari se puso en marcha el 11 de octubre de 2006. En febrero de 2007, Amazon.com ha invertido 1 millón de dólares en Shelfari, y se dispuso a adquirir el sitio un año más tarde, en agosto de 2008.
En enero de 2016, el sitio anunció su fusión con Goodreads.
En junio de 2016, la página deja de funcionar (todos los enlaces redireccionan a Goodreads). A pesar de la mención de una fusión, los usuarios se quejan de que las características más importantes de Shelfari no se han fusionado (principalmente que el sistema de comentarios no permite discusiones detalladas de los libros, y la información de fondo sobre los personajes principales de cada libro ha sido descartado).

## Críticas
Shelfari ha recibido mala prensa por su «Invitar a amigos» de la página. Jesse Wegman, reportero en The New York Observer en octubre de 2007, se quejó porque Shelfari violó su privacidad al enviar 1500 invitaciones con su nombre y sin su consentimiento. En noviembre de 2007, Shelfari fue acusado de astroturfing por Tim Spalding, creador de LibraryThing, un sitio de redes sociales competidor. En un comentario sobre otro blog de crítica Shelfari (principalmente criticando las "invitaciones" del sistema), Josh Hug, el director general, culpó del astroturfing a un interno inexperto, y dijo que había sido frenado.